# Pristimantis megalops
Espèce
Synonymes
- Eleutherodactylus megalops Ruthven, 1917

Statut de conservation UICN

 NT  : Quasi menacé
Pristimantis megalops est une espèce d'amphibiens de la famille des Craugastoridae.

## Répartition
Cette espèce est endémique de la Sierra Nevada de Santa Marta en Colombie. Elle se rencontre entre 1 300 et 2 450 m d'altitude dans les départements de Magdalena, de Cesar et de La Guajira.

## Description
L'holotype mesure 24 mm.

## Publication originale
- Ruthven, 1917 : Two new species of Eleutherodactylus from Colombia. Occasional papers of the Museum of Zoology University of Michigan, no 39, p. 1-6 (texte intégral).